# توماس ج. هينز
توماس ج. هاينز (بالإنجليزية: Thomas J. Haynes)‏ لواء في حرس جزيرة رود آيلاند الوطني.
في الفترة من 1982 إلى 1993 خدم مع سرب النقل الجوي 143. خلال تلك الفترة تم نشره للعمل في حرب الخليج الثانية. في وقت لاحق تم نشره للعمل في الحرب على الإرهاب.